# Список послов СССР и России в Джибути
В статье представлен список послов СССР и России в Республике Джибути.
- 3 апреля 1978 г. — установлены дипломатические отношения на уровне посольств.

## Список послов
| Срок полномочий                  | Посол                         | Годы жизни | Вручение верительных грамот |
| -------------------------------- | ----------------------------- | ---------- | --------------------------- |
| СССР                             |                               |            |                             |
| 23 ноября 1978 — 13 мая 1986     | Виктор Александрович Пёрышкин | 1924—1998  | 19 декабря 1978             |
| 13 мая 1986 — 21 марта 1991      | Виктор Лаврентьевич Журавлёв  | род. 1933  |                             |
| 21 марта 1991 — 25 декабря 1991  | Пулат Хабибович Абдуллаев     | род. 1942  |                             |
| Российская Федерация             |                               |            |                             |
| 25 декабря 1991 — 26 мая 1995    | Пулат Хабибович Абдуллаев     | род. 1942  |                             |
| 26 мая 1995 — 5 мая 1999         | Михаил Семёнович Цвигун       | 1944—2016  |                             |
| 19 июля 1999 — 27 октября 2003   | Геннадий Иванович Федосов     | род. 1937  |                             |
| 27 октября 2003 — 20 января 2009 | Александр Вадимович Брегадзе  | род. 1951  |                             |
| 20 января 2009 — 27 ноября 2015  | Валерий Яковлевич Орлов       | род. 1947  |                             |
| 27 ноября 2015 — 4 апреля 2019   | Сергей Николаевич Кузнецов    | 1953—2021  | 14 марта 2016               |
| 24 апреля 2019 — настоящее время | Михаил Алексеевич Голованов   | род. 1957  | 10 июля 2019                |